# Hobson City
Hobson City – miasto w Stanach Zjednoczonych, w stanie Alabama, w hrabstwie Calhoun. W roku 2023 miasto zamieszkiwały 744 osoby, a gęstość zaludnienia wynosiła 275,6 osoby/km².